# 陳敬瑄
陳敬瑄（9世纪—893年4月26日），唐朝将领，因是唐僖宗一朝当权宦官田令孜之兄而得以控制西川。唐僖宗之弟继位为唐昭宗后召他，他起兵抗命。最后被王建败杀，王建吞并了他的领地后建立五代十国之一的前蜀。

## 背景和早期经历
陈敬瑄生年不详，許州人。他出身贫贱，最初只是做燒餅的廚師。他至少有两个弟弟，一个弟弟叫陳敬珣，另一个弟弟幼年被田姓宦官收养，也成為宦官，就是后来的田令孜。他可能还有两个哥哥，因为田令孜曾称他为三哥。
唐僖宗（873年 - 888年在位）初年，田令孜因和僖宗关系亲密而大权在握，为护军中尉，甚至被僖宗呼为“阿父”。许州是忠武军军部，田令孜想让陈敬瑄在忠武军节度使崔安潜帐下服役，被崔安潜拒绝。田令孜就让陈敬瑄来长安效力左神策军，几年内升他为左金吾卫将军。

## 任西川节度使

### 唐僖宗到成都前
广明元年（880年），唐僖宗治下的帝国受到农民起义军的威胁，尤其是黄巢起义军。田令孜害怕起义军攻打长安，便制定了逃往蜀地的计划。他推荐陈敬瑄和自己信任的三员左神策军将领楊師立、牛勗、羅元杲为蜀地三镇西川、東川、山南西道的节度使，僖宗不知道怎麼分配，決定賭馬球。三月，僖宗为他们四人举办了一场马球赛，约定胜者成为西川节度使。陈敬瑄在比赛中胜出，于是成为西川节度使、检校尚书右仆射，取代了当时在任的崔安潜。楊師立成为东川节度使，牛勗成为山南西道节度使。由于陈敬瑄出身卑微，又没有名声，五月，当得知他被任为新节度使时，西川百姓震惊了，他们根本不知道陈敬瑄是谁。青城山的一个妖人趁机诈称陈敬瑄，率党羽到达官署，下达命令。但马步使瞿大夫指出妖人是假冒的，将其捕杀，这时陈敬瑄尚未就任。六月，陈敬瑄上任后，谨慎小心，善于抚慰下属。
十二月，黄巢攻陷长安，唐僖宗被迫逃往山南西道军部興元府，以求牛勗保护。当陈敬瑄得知僖宗出逃，他召来监军宦官梁處厚，哭着计划迎接僖宗来西川军部成都府，并为僖宗重修行宫。他派三千军队去兴元护驾。兴元粮食短缺，田令孜因陈敬瑄之故，说服僖宗行在成都。僖宗派宫仆先行，自己则缓缓前来。中和元年（881年）正月，内园小儿看到陈敬瑄修复的行宫后，出言强横，称成都为蛮荒之地。陈敬瑄捕杀之，共杀五十人，陈尸于路，众人才肃然。他亲自去鹿頭關迎僖宗入成都，进酒，僖宗三次举杯，三月，进他为检校左仆射并授予他同中書門下平章事的使相荣衔。陈敬瑄奏遣左黄头军使李鋋将兵击黄巢。
淮南节度使高骈幕僚崔致远曾代高骈写信给陈敬瑄。

### 唐僖宗在成都期间
僖宗因蜀中狭陋而郁郁，田令孜大赞郑畋、王鐸、程宗楚、李鋋、陈敬瑄正并力抵抗黄巢，不足为虑，僖宗才安心。六月，李鋋等与黄巢战屡捷，陈敬瑄又遣神机营使高仁厚率二千人增援。
僖宗到成都后，首先犒赏西川军，但安定后却频繁犒赏随驾的御林军，不再犒赏西川军了，西川军因此怨恨。在田令孜的一次宴席上，西川黄头军将郭琪公然提出反对意见，要求公平赏赐；田令孜想毒杀郭琪，郭琪却没死，发动兵变，被诸军击退，回营后又被陈敬瑄命都押牙安金山打败出逃广都，身边只剩一名厅吏。郭琪对他说：“陈公知道我无罪。你事我有始有终，我要报答你。”要厅吏取郭琪的印绶和佩剑，称已杀郭琪，陈敬瑄必榜悬印剑于市以安众心，厅吏可获厚赏，郭琪家也可保全。郭琪解下印绶佩剑给厅吏，厅吏将其献给陈敬瑄，陈敬瑄果然赦免了郭琪的家属。
然而，陈敬瑄在西川的统治是严酷的，他派人监视本地官员，称之为寻事人，此举导致资阳镇将谢弘让惨遭冤杀：当时谢弘让害怕被陷于罪逃入盗贼中，被捕盗使杨迁引诱出首，陈敬瑄不讯问，杖谢弘让脊二十，钉于西城十四天，用煎油泼，又以胶麻刮下他的疮疤，极其惨酷，见者都以为冤。原邛州牙官阡能已为盗贼，本来也因杨迁诱降出首，因听闻谢弘让惨死，放弃出首，占据邛州、雅州，对抗陈敬瑄。蜀中盗贼皆起。陈敬瑄遣牙将杨行迁率三千人，胡弘略、莫匡时各率二千人讨之，无功。中和二年（882年）年四月，唐僖宗又想让陈敬瑄判度支，陈敬瑄固辞，于是加陈敬瑄为检校司徒，授予更高级的宰相荣衔兼侍中，封梁国公，并任其弟陳敬珣为阆州刺史。
但阡能叛军势头越来越大，六月，罗浑擎、句胡僧、罗夫子各聚众数千人响应阡能，局势已经超出了陈敬瑄的控制。杨行迁等数战不利，请求增兵，府中无兵，陈敬瑄尽搜仓库门庭之卒上阵，大战于乾溪，官军大败。杨行迁等害怕因无功获罪，多抓捕村民称为俘虏送回成都府，每天解送数十百人。陈敬瑄不问情由，都斩之，其中不乏老弱妇女，至死不知为何获罪被杀。黄巢也在这一年打败陈敬瑄。九月，韓秀升和屈行從也在三峡地区叛变，断峡江路。陈敬瑄派押牙庄梦蝶率二千人讨之，又遣押牙胡弘略率千人后继，也无功。
十一月，阡能叛军继续壮大，进入蜀州。陈敬瑄派押牙高仁厚为都招讨指挥使，率兵五百人替代杨行迁。高仁厚宣布叛军投降者一概赦免，叛军崩溃。高仁厚俘虏阡能，陈敬瑄枭韩求、罗夫子首于市，钉阡能、罗浑擎、句胡僧于城西并在七天后剐之，阡能谋主孔目官張榮也被钉死于马市，但没有采取其余的报复行为，并在十二月任高仁厚为眉州防御使，发榜邛州，不再追究阡能等亲党。不久，邛州刺史称捕获阡能叔父阡行全家三十五人下狱，请求依法处置。陈敬瑄问孔目官唐溪，唐溪认为陈敬瑄已发榜，刺史还捕捉阡能叔父，必有隐情，杀阡行全不但失信，还可能导致阡能党羽复起。陈敬瑄从之，派押牙牛晕前去开刑具释放阡行全等，并询问缘故，果然系邛州刺史欲买阡行全良田不得而挟恨。陈敬瑄召刺史，将问罪，刺史忧死。
中和三年（883年）三月，莊夢蝶屡败于韓秀升、屈行從叛军，陈敬瑄又奏高仁厚为西川行军司马，率三千兵去三峡讨之。高仁厚击败叛军，恢复了西川的东线补给。
在成都的僖宗在陈敬瑄建议下，同意和南诏和亲。在南诏皇帝隆舜坚持下，僖宗封一位姐妹为安化长公主，出降隆舜。七月，南诏遣布燮杨奇肱来迎公主，僖宗诏陈敬瑄作书缓之。僖宗以为陈敬瑄之功，进检校司空，赐陈敬瑄一子为官。僖宗还在《改元中观为青羊宫诏》中褒奖陈敬瑄。
当时，宰相郑畋指出使相不应高于实际宰相，拒绝陈敬瑄享有高于宰相的荣誉，两人因此陷入冲突。当年四月唐军收复长安后，僖宗准备回京。七月，在陈敬瑄和田令孜挑唆下，先前反叛郑畋后又重归朝廷的凤翔节度使李昌言坚持不让郑畋经过凤翔。郑畋于是辞职。九月，陈敬瑄作《元中观瑞石表》，僖宗令宣示百官，中书侍郎平章事韦昭度、户部侍郎平章事萧遘、门下侍郎平章事郑畋、御史中丞张读、宗正卿嗣曹王李龟年、枢密使李顺融及时任十军十二卫都指挥使田令孜都表贺。陈敬瑄被授兼中書令，封颍川郡王，实封四百户，赐一岁上输钱及上都田宅邸硙各十区。十月，以剑南西川节度副大使、管内观察处置统押近界诸蛮及西山八国云南安抚制置指挥诸道兵马供军等使、开府仪同三司、太尉、兼中书令、成都尹、上柱国、颍川郡王、食邑三千户、食实封四百户的身份获赐铁券，恕十死，约定立功将校等由陈敬瑄等闻奏，即行赏典。黄巢平定，进封颍川王，增实户二百，又因供奉丰余，又进检校太师。
中和四年（884年）正月，先前和田令孜关系亲密的杨师立开始不满田令孜和陈敬瑄对皇帝的控制，听闻陈敬瑄承诺让高仁厚当东川节度使后更为不满。田令孜知悉杨师立不满，担心他兵变，召他回朝任位置很高却几乎无所任事的兼右僕射。二月，杨师立抗命，朝廷以陈敬瑄兼西川、东川、山南西道都指挥、招讨、安抚、处置等使。三月，杨师立发檄文到行在，言陈敬瑄十罪，起兵对抗陈敬瑄，称只要得陈敬瑄首级于军前，就愿意回朝谢罪。僖宗削杨师立官爵，陈敬瑄表高仁厚为东川节度留后，僖宗命高仁厚率兵五千，杨茂言为行军副使，杨棠为诸军都虞候，共率兵三万讨之。四月，高仁厚击败杨师立部将鄭君雄，兵围东川军部梓州。陈敬瑄也发兵三千增援。六月，鄭君雄反叛杨师立，杨师立自杀，高仁厚占领东川，献杨师立首级及妻儿于行在，陈敬瑄将杨师立之子钉在城北，陈敬瑄的三个儿子出来看，杨师立之子呼喊道：“这事将要轮到你们，你们以后努力领取！”陈敬瑄的三个儿子走马而返。僖宗令陈敬瑄依法处分杨师立首级。高仁厚诏拜剑南东川节度使。东川平定后，十二月，陈敬瑄表辞三川都指挥、招讨、制置、安抚等使，获准。僖宗于光启元年（885年）正月启程离开成都，返回长安。陈敬瑄送驾直至汉州。

### 唐僖宗离开成都后
唐僖宗回京后，田令孜继续控制朝政，九月，陈敬瑄被任为三川及峡内诸州指挥、制置等使。
先前的五月，田令孜在河中盐池的控制权问题上和河中节度使王重荣发生争执，他想调走王重荣，被王重荣拒绝。十二月，王重荣及其盟友河东节度使李克用和田令孜所部及其盟友静难军节度使朱玫、凤翔节度使李昌符（李昌言之弟和继任者）交兵，田令孜一方大败，田令孜挟持僖宗弃长安逃奔兴元。光启二年（886年）正月，朱玫和李昌符也反叛僖宗，朱玫甚至另立襄王李熅为帝。由于自己和王重荣的冲突激起了公愤，四月，田令孜自知无法继续擅权，辞去神策军中尉一职，自任西川监军，以求投靠陈敬瑄。接替他的杨复恭则和王重荣、李克用和解，十二月，朱玫、李熅被杀，僖宗也回到长安。
先前的三月，陈敬瑄怀疑高仁厚会反对自己，高仁厚也断绝了与陈敬瑄的来往。正逢时任遂州刺史的郑君雄反叛，占领汉州，攻打成都。陈敬瑄命部将李順之迎战，杀了郑君雄。陈敬瑄又调维州、茂州羌兵袭杀高仁厚。但他已不能控制东川，因为僖宗于次年正月任神策军将领顾彦朗为新任东川节度使，陈敬瑄虽然派吏夺其旌节，逼其退保利州，还诬告顾彦朗擅自兴兵掠西境，但僖宗下诏讲和后，顾彦朗仍得到军就任。
光启三年（887年）正月，已回京的僖宗下诏剥夺田令孜的一切官爵，流放端州。但由于田令孜正在陈敬瑄庇护下，诏令沦为一纸空文。陈敬瑄、田令孜攻打东川，被顾彦朗击退。僖宗命工部尚书张读劝解未果，张读因此获罪被贬为睦王傅。因两川交战，贡赋道路断绝，朝廷派孙偓前去征收。
十二月，陈敬瑄觉察到顾彦朗和前神策军军官王建可能联手对付他。王建原为田令孜义子，此时却已擅自占据閬州。田令孜建议召王建来成都为陈敬瑄效力，陈敬瑄同意了。田令孜便写信召王建。王建把家属留在梓州顾彦朗身边，率部下千余兵前往成都。但当王建到鹿頭關时，陈敬瑄的参谋李乂警告他要小心王建，陈敬瑄后悔了，想阻止王建。王建却不顾阻拦，直奔成都，于路击败陈敬瑄所部。他攻败汉州张顼，将汉州交给顾彦朗之弟顾彦晖，又和顾彦朗屯学射山，陈敬瑄遣将句惟立迎战王建，被王建击败，王建遂攻彭州，陈敬瑄救之，王建退兵。陈敬瑄遣眉州刺史山行章率兵五万屯新繁，又被王建击败，被虏获万余人，横尸四十里。陈敬瑄发兵七万增援山行章，与王建相持濛阳、新都百余日。王建未能攻克成都。陈敬瑄告知朝廷，僖宗派中使调停，詔凤翔节度使李茂貞移書和解，但陈敬瑄和王建都不接受。此次王建讨伐陈敬瑄对西川十二州都造成了大损，西川向朝廷纳贡的道路就此断绝。
文德元年（888年）二月，唐僖宗崩，三月，其弟长期讨厌田令孜的唐昭宗继位，遣左谏议大夫李洵为两川宣谕和协使，调停两川。王建仍然不能攻克成都，在谋士周庠、綦毋諫建议下，上表昭宗声言陈敬瑄之罪，请求朝廷新派西川节度使，愿为新节度使效力。顾彦朗也作了类似上表。六月，昭宗任宰相韦昭度为西川节度使，并下诏召陈敬瑄回京任神策军左龙武统军。十月，韦昭度到成都，陈敬瑄不但抗命，还治兵完城准备拒战。昭宗因此下诏将田令孜暗杀左拾遗孟昭图之事归罪陈敬瑄。一说当时在西川真正说了算的其实是田令孜，一切重要决策均出自他手。十二月，昭宗削陈敬瑄官爵，委中书省、门下省处置陈敬瑄子侄等，任韦昭度为西川行营招讨制置使兼行营招抚使，作为讨伐陈敬瑄的主帅，以山南西道节度使杨守亮为副都统、顾彦朗为行军司马，与被任为牙内都校的王建一同协助之，并从西川划出四州设立永平军，任王建为永平军节度使。陈敬瑄派百姓遮道甚至割耳朵称说自己的功劳，本人也仗着有铁券而抗命。田令孜劝陈敬瑄募黄头军自守。
大约当时，王建遣将屯忠州，与夔州刺史毛湘呼应以对抗叛将奉国军节度使秦宗权别将常厚。后来毛湘弃城奔成都。《新唐书·成汭传》误作“西川节度使王建”，但当时王建尚为阆州防御使，西川节度使仍是陈敬瑄。

## 对抗朝廷
龙纪元年（889年）十二月，王建败山行章于广都，山行章逃到眉州后投降。
大顺元年（890年）正月，王建开始包围邛州，想把它作为自己的根据地。陈敬瑄遣大将杨儒率兵三千，助当时为邛州的刺史毛湘守城，但杨儒却投降。王建留永平节度判官张琳为邛南招安使，引兵还成都。陈敬瑄分兵布寨于犀浦、郫、导江等县，发城中民户一丁，白天穿重壕，采竹木，运砖石，晚上登城击柝巡警，不休息。四月，遣蜀州刺史任从海率兵二万救邛州，战败，任从海欲以蜀州降王建，陈敬瑄杀之，以徐公鉥代为蜀州刺史。闰月，邛州被王建攻克。王建以张琳知留后。韦昭度派王建屯学射山，陈敬瑄迎战不利，又战于蚕厓，大败。陈敬瑄屯弥牟、德阳，为了筹集军费，大增税赋，残酷惩罚富人，百姓为之所苦。开战以来，西川蜀、资、简、戎、茂、嘉、邛诸州投降王建。四月，僰道土豪文武坚擒戎州刺史谢承恩来降。六月，资简都制置应援使谢从本杀雅州刺史张承简，举城来降。虽然陈敬瑄大败并杀死攻笮桥的茂州刺史张造，但后战于浣花，又不胜，次日复战，将士都被王建所俘。城中有谋投降的，田令孜支解以震慑众人。正逢大疫，死人相藉。
大顺二年（891年），韦昭度未能攻克成都，官军又新败于李克用，二月，朝议决定停止西川战事。三月，他恢复陈敬瑄的官爵，复以为开府仪同三司、太师、兼中书令、成都尹、上柱国、颍川郡王、食邑四千户、食实封八百户、充剑南西川节度副大使知节度事、管内观察处置统押近界诸蛮及西山八国云南安抚制置营田供军粮料等使，召回韦昭度，命顾彦朗和王建各归本镇。四月，被围的成都已经闹饥荒到了人相食的地步，陈敬瑄虽行断腰、斜劈二法，仍不能制止。眉州刺史徐耕性仁恕，时为内外都指挥使，常保全数千人，当月田令孜说：“公掌生杀，而不刑一人，有异志吗？”徐耕不得已，夜间杀戮俘囚数人以复命。米价高涨，有人趁机卖米牟利，韦昭度和陈敬瑄为救百姓，都不加禁止。吏民日益困窘，多谋出降，陈敬瑄都捕其族党杀之，惨毒备至。王建不愿就此放弃。昭宗改命王建为西川行营招讨制置使。王建试图说服韦昭度不顾昭宗命令继续作战，不果，便杀了韦昭度的親信駱保，吓得韦昭度把官军指挥权交给了王建，只身回京。王建继续围困成都，分亲骑为十团，环城烽堑五十里，相望几百里，并派间谍屠狗人王鹞等入城动摇人心。王鹞入见陈敬瑄、田令孜，称王建兵疲食尽，将遁，出府就在市场卖茶，秘密对吏民称王建英武，兵势强盛，陈敬瑄等因而懈于守备，而众心危惧。王建牙将郑渥诈降，陈敬瑄愚笨，署为大将并奉命登城，后郑渥又乘机使诈回王建处，王建因而悉知城中虚实。
陈敬瑄、田令孜派将屯西浦，也被王建部将义勇都副兵马使李简所部所破。
八月，成都进一步陷入绝境，来自依附田令孜的威戎军节度使楊晟的唯一补给线被王建切断。陈敬瑄出自家钱财救济百姓，招募壮士收割小麦。有百姓去王建的营垒买卖食盐，不能禁止，官员请求杀了他们，陈敬瑄说：“百姓饥饿，我没法照顾，让他们求生吧。”当陈敬瑄鼓励军队继续抵抗时，士兵已经不听从了。陈敬瑄亲自率军出犀浦，列二营迎战王建，王建军诈退，以伏兵败陈敬瑄，破斜桥、昝街二屯。次日又破陈敬瑄一寨，降其守将。王建屯七里亭，陈敬瑄攻之，王建将张武驰入城，战于子城下，不能克。王建将张勍破浣花营，陈敬瑄诸将几乎都或死或降。总共五十战，陈敬瑄皆战败，于是上表称病乞求还京师。田令孜私下以印绶旌节谒见王建请降，王建同意了，陈敬瑄也开关相迎，让以节镇，王建自称兵马留后。随后，王建被任为西川节度副大使，知节度事，仍然像父亲一样对待田令孜，以为监军，任陈敬瑄之子陳陶为雅州刺史，将陈敬瑄也安置在雅州。王建养子王宗范亦从战有功。陈敬瑄部下将佐有器干的，王建都礼待任用。收谢从本、文武坚为养子，改名王宗本、王宗阮。

## 身亡
景福元年（892年），王建免去陈陶的雅州刺史之职，安置陈敬瑄于新津，由新津的租赋供养陈敬瑄一家。但他又不停上表昭宗，请求处决陈敬瑄和田令孜。昭宗一直没批准，王建便打算自行其是。景福二年（893年）四月，王建诬告陈敬瑄、田令孜养死士勾结杨晟谋反、田令孜与凤翔通书信，在新津处决陈敬瑄，田令孜亦下狱于同日处死，再上表奏闻。陈敬瑄早怀疑王建要杀他，预先在腰带裡藏了毒药，想在被处决前服毒自杀，但当被处刑时，却发现毒药已经没有了。陈敬瑄最终在家被斩首。王建命节度判官冯涓上表奏其事。
军阀韩建在《辞揣摩时政得失告谕藩镇奏》中称陈敬瑄在僖宗避难成都时“过恃宠私，多所参预，所以远方观听，物论諠然”，说自己不敢重蹈其覆辙。
陈敬瑄有女嫁进士致光庭。

## 作品
- 《元中观瑞石表》
- 《青羊宫醮词》

## 轶闻
《太平广记》卷一百七十七记载：陈敬瑄虽然被过分提拔到高位，但颇有伟量。镇守西川的时候，把行政事务委托给幕僚，军务委托给部将。每天蒸吃一条狗，喝一壶酒。每月设六次宴，款待部曲。和当时五个要好的酒徒，一起喝酒。一桌菜就花掉三十千钱。有人来报告管钱人监守自盗，他把报告丢在一边而不去理。有个军妓叫玉儿，陈敬瑄给她酒，她拒绝不喝，而且不小心把酒泼到陈敬瑄的头上、脸上和身上。陈敬瑄去换衣服，很多人都担心，猜度玉儿马上就会被剁成肉酱。陈敬瑄换了衣服出来，不但没发火，还赏酒给玉儿吃。玉儿表示谢罪，陈敬瑄笑着宽恕了她。他的宽厚待人，大致如此。